# Samsara

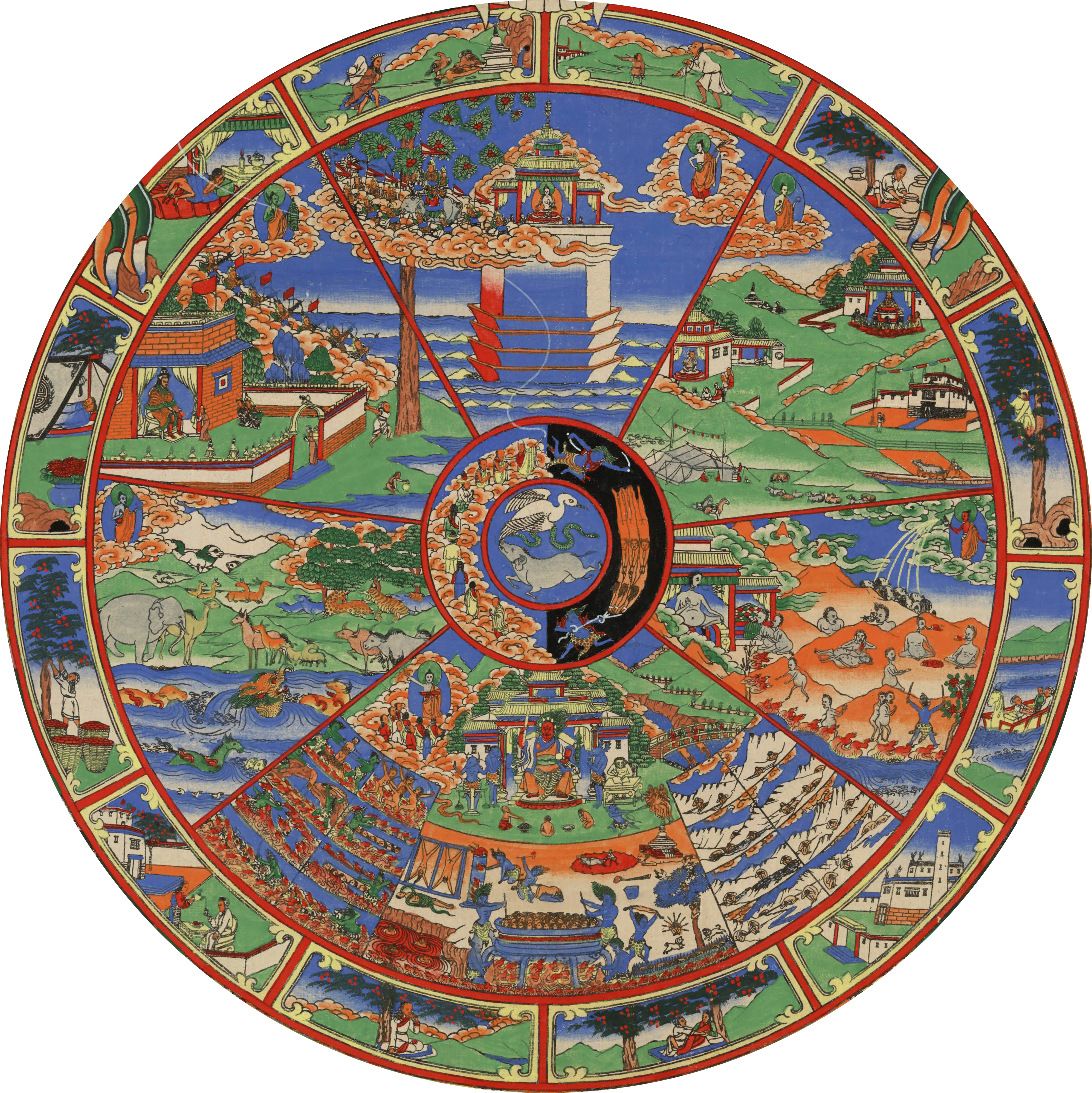
Boeddhistische weergaven van samsara

Samsara of Saṃsāra (Sanskriet en Pali: in cirkels ronddraaien), is in boeddhisme en hindoeïsme de cyclus van dood en wedergeboorte zonder begin en schijnbaar zonder eind, onder invloed van begoocheling, karma en vol met lijden. De aanwezigheid van de psychische toestand van verlangen (begeerte, aantrekking), aversie (irritatie, vrees, afstoting) en ignorantie (onwetendheid/domheid, onbewustheid, verwarring) vormt een belangrijk aspect van het bestaan in samsara.
De Advaita Vedanta-filosoof Shankara noemt samsara "het universele wordingsproces", het eindeloze worden, in contrast tot het eindeloze Zijn.
Samsara is de wereld zoals gewone wezens die beleven, de werkelijkheid zoals gewone wezens die ervaren en waarbij mentale en emotionele staten van begeerte, irritatie en verwarring geregeld opkomen en de overhand halen.
Samsara vindt plaats in de drie werelden:
1. de kamadhatu (de wereld van begeerte)
2. de rupadhatu (de wereld van fijn-materiële vorm)
3. de arupadhatu (de vormloze wereld)

## Dagelijks leven
In veel boeddhistische stromingen wordt met samsara ook iets anders bedoeld, namelijk het dagelijkse leven. Binnen het boeddhisme is de verlichting het hoogst haalbare, die alleen door meditatie bereikt kan worden. De meditaties, zoals onderwezen door Gautama Boeddha, zijn de vipassana en de samatha. Een onderdeel van beide technieken is de anapanasati, het neutraal observeren van de ademhaling. Dit dient zowel te gebeuren in meditatiehouding (zazen) als in het dagelijkse leven (samsara). In het boeddhisme zijn beide meditatietechnieken belangrijk.

## Samsara en nirwana
In dezelfde wereld als waar de niet-verlichte geest leeft in het samsara, leeft de verlichte geest in het nirwana. In het nirwana ondergaat de persoon echter géén begeerte, irritatie en verwarring. Al is de omgeving hetzelfde, de mentale toestand is anders. Dezelfde gevoelens en waarnemingen kunnen wel voorkomen, maar de verlichte is daar niet meer mee geïdentificeerd en heeft zodoende ook geen expliciete voorkeur voor een bepaalde ervaring. Hij ziet zichzelf nu in de eerste plaats als de waarnemer ofwel "Het Bewustzijn" waar alle ervaringen in verschijnen, in plaats van als de persoon die alles ondervindt.